# Sardiniens rally 2008
Sardiniens rally 2008 var den sjätte deltävlingen i Rally-VM 2008. Rallyt ägde rum 16–18 maj 2008 på ön Sardinien.

## Slutställning
| Plac. | Förare             | Kartläsare           | Bil            | Tid       | Poäng |
| ----- | ------------------ | -------------------- | -------------- | --------- | ----- |
| 1.    | Sébastien Loeb     | Daniel Elena         | Citroën C4     | 3.57.17,2 | 10    |
| 2.    | Mikko Hirvonen     | Jarmo Lehtinen       | Ford Focus RS  | 3.57.27,8 | 8     |
| 3.    | Jari-Matti Latvala | Miikka Anttila       | Ford Focus RS  | 3.57.32,5 | 6     |
| 4.    | Gigi Galli         | Giovanni Bernacchini | Ford Focus RS  | 3.58.59,7 | 5     |
| 5.    | Daniel Sordo       | Marc Marti           | Citroën C4     | 3.59.22,8 | 4     |
| 6.    | Chris Atkinson     | Stéphane Prévot      | Subaru Impreza | 4.02.25,8 | 3     |
| 7.    | Henning Solberg    | Cato Menkerud        | Ford Focus RS  | 4.03.18,2 | 2     |
| 8.    | Urmo Aava          | Kuldar Sikk          | Citroën C4     | 4.03.38,5 | 1     |